# 진접읍
진접읍(榛接邑)은 경기도 남양주시 북서부에 위치한 읍이다. 1995년 5월 양지리, 오남리, 팔현리 등이 오남면으로 분리되었다.

## 역사
- 고대: 풍양현이라 칭하였음
- 1914년 4월 1일 양주군 진벌면(榛伐面)과 접동면(接洞面) 등을 진접면(榛接面)으로 합면하였다.[1] (9법정리)

| 구 행정구역 | 신 행정구역 | 신 행정구역                            |
| ----------- | ----------- | -------------------------------------- |
| 진벌면 일원 | 진접면 일원 | 진벌리, 수산리, 팔야리, 금곡리, 부평리 |
| 접동면 일원 | 진접면 일원 | 연평리, 장현리, 내각리                 |
| 별비면 일부 | 진접면 일원 | 내곡리                                 |
- 1963년 1월 1일 수산리를 신설되는 수동면으로 이관하였다.[2] (8법정리)
- 1980년 4월 1일 양주군 진접면 등을 남양주군으로 분군하였다.[3]
- 1983년 2월 15일 진건면 일부를 편입하였다.[4] (11법정리)

| 구 행정구역 | 신 행정구역 | 신 행정구역            |
| ----------- | ----------- | ---------------------- |
| 진건면 일부 | 진접면 일부 | 양지리, 오남리, 팔현리 |
- 1989년 4월 1일 진접읍으로 승격하였다.[5]
- 1992년 4월 1일 진접읍 오남출장소를 설치하였다.
- 1995년 1월 1일 남양주군 등을 남양주시로 개편하였다.[6]
- 1995년 5월 6일 오남출장소를 오남면으로 분면하였다.[7] (8법정리)
- 1999년 7월 행정리 41개리에서 42개리로 증설
- 2000년 1월 행정리 42개리에서 46개리로 증설
- 2000년 12월 행정리 46개리에서 47개리로 증설
- 2003년 2월 행정리 47개리에서 48개리로 증설
- 2004년 7월 행정리 48개리에서 50개리로 증설
- 2005년 5월 행정리 50개리에서 48개리로 통 · 폐합 설치
- 2006년 1월 20일 진접읍 등을 관할하는 남양주시 풍양출장소를 설치하였다.[8]
- 2008년 2월 행정리 48개리에서 50개리로 증설
- 2009년 8월 행정리 50개리에서 72개리로 증설
- 2011년 1월 행정리 72개리에서 73개리로 증설
- 2017년 2월 6일 풍양출장소를 폐지하고,[9] 진접읍과 오남읍을 관할하는 진접·오남 행정복지센터가 개청하였다.[10]

## 행정 구역
진접읍의 하위 행정 구역으로 8개 법정리가 있다.
| 법정리 | 한자명 | 행정리 |
| ------ | ------ | --- |
| 금곡리 | 金谷里 | 금곡1리, 금곡2리, 금곡3리, 금곡4리, 금곡5리, 금곡6리, 금곡7리, 금곡8리, 금곡9리, 금곡10리, 금곡11리, 금곡12리, 금곡13리, 금곡14리, 금곡15리, 금곡16리, 금곡17리, 금곡18리, 금곡19리, 금곡20리 |
| 내각리 | 內閣里 | 내각1리, 내각2리, 내각3리, 내각4리, 내각5리, 내각6리, 내각7리 |
| 내곡리 | 內谷里 | 내곡1리, 내곡2리, 내곡3리, 내곡4리, 내곡5리 |
| 부평리 | 富坪里 | 부평1리, 부평2리, 부평3리, 부평4리, 부평5리, 부평6리, 부평7리, 부평8리, 부평9리, 부평10리, 부평11리                                                                                           |
| 연평리 | 蓮坪里 | 연평1리, 연평2리, 연평3리, 연평4리 |
| 장현리 | 長峴里 | 장현1리, 장현2리, 장현3리, 장현4리, 장현5리, 장현6리, 장현7리, 장현8리, 장현9리, 장현10리, 장현11리, 장현12리, 장현13리, 장현14리, 장현15리, 장현16리, 장현17리, 장현18리, 장현19리           |
| 진벌리 | 榛伐里 | 진벌1리, 진벌2리, 진벌3리 |
| 팔야리 | 八夜里 | 팔야1리, 팔야2리, 팔야3리, 팔야4리 |

## 교육

### 초등학교
- 진접초등학교
- 주곡초등학교
- 광릉초등학교
- 풍양초등학교
- 화봉초등학교
- 장현초등학교
- 장승초등학교
- 부평초등학교
- 해밀초등학교

### 중학교
- 진접중학교
- 주곡중학교
- 광릉중학교
- 풍양중학교
- 광동중학교

### 고등학교
- 광동고등학교
- 진접고등학교

### 대학교및캠퍼스
- 경복대학교 남양주캠퍼스
- 경희대학교 평화복지대학원
- 대경대학교 서울한류캠퍼스

## 교통
- 진접선
  - ● 수도권 전철 4호선 진접역

## 시설
- 홈플러스 진접점
- 이마트 진접점
- 롯데시네마 진접점
- 스타벅스 진접DT점
- 맥도날드 진접DT점
- 남양주북부경찰서

## 기타
지명의 유래가 된 진벌리, 진벌면의 지명 유래는 개암나무가 많은 벌판이라서 갬벌 또는 진벌이라 부른 것에서 유래하였다. 그밖에 고려, 조선시대에 있었던 지명인 풍양현에서 유래한 풍양지구, 1914년 이전까지 읍의 동부 진벌면에 속했다가 금곡리로 편입된 주곡리에서 유래한 주곡지구 등의 이름이 별도로 사용된다.
아파트
| 단지명                               | 건설사         | 시행사         | 주소                                 | 입주        | 비고     |
| ------------------------------------ | -------------- | -------------- | ------------------------------------ | ----------- | -------- |
| 장현주공 1단지                       | 삼정건설㈜     | 대한주택공사   | 진접읍 봉현로 5 (장현리)             | 1998년 12월 |          |
| 장현주공 2단지                       | 한진건설       | 대한주택공사   | 진접읍 봉현로 6 (장현리)             | 1999년 7월  |          |
| 장현주공 3단지                       | 신일㈜         | 대한주택공사   | 진접읍 금강로 1554-20 (장현리)       | 2009년 8월  | 국민임대 |
| 해밀마을 13단지 자연&어울림          | 금호산업       | 경기도시공사   | 진접읍 해밀예당1로 51 (금곡리)       | 2009년 11월 |          |
| 해밀마을 10단지 신영지웰             | HL디앤아이한라 | 신영㈜         | 진접읍 해밀예당3로 104 (금곡리)      | 2009년 10월 |          |
| 예당마을 22단지 신도브래뉴           | 신도종합건설㈜ | 신도종합건설㈜ | 진접읍 해밀예당1로236번길 3 (금곡리) | 2009년 12월 |          |
| 해밀마을 5단지 반도유보라 메이플타운 | 반도건설       | 반도건설       | 진접읍 해밀예당1로 145 (금곡리)      | 2009년 12월 |          |
| 해밀마을 21단지 원일플로라           | 원일종합건설㈜ | 원일건설산업㈜ | 진접읍 해밀예당1로189번길 3 (금곡리) | 2009년 12월 |          |
| 원일 대궐터                          | 원일종합건설㈜ | 원일종합건설㈜ | 진접읍 내각1로73번안길 28 (내각리)   | 2004년 4월  |          |
| 진벌리 신창비바패밀리                | 신창건설㈜     | 신창건설㈜     |                                      | 2006년 11월 |          |
| 원일 에이플러스                      | 원일건설㈜     | 원일건설㈜     | 진접읍 금강로 1533-28 (장현리)       | 1999년 11월 |          |